# Wilhelm Koch (théologien)
Pour les articles homonymes, voir Wilhelm Koch et Koch.
Wilhelm Koch (né le 21 septembre 1874 à Louisbourg, mort le 20 janvier 1955 à Tettnang) est un théologien catholique allemand.

## Biographie
Après l'abitur à Rottweil, Koch étudie la théologie catholique à l'université de Tübingen de 1893 à 1897. En 1898, il est ordonné prêtre et est vicaire à Stuttgart. En 1899, il devient préfet au Martinihaus de Rottenburg am Neckar et en 1902, il est maître de conférences au Wilhelmsstift (de) de Tübingen.
En 1905, Koch devint professeur de théologie dogmatique et d'apologétique à l'université de Tübingen, succédant à son professeur Paul von Schanz. En raison de ses déclarations dans des conférences et des sermons, accusé de modernisme à partir de 1907, il entre en conflit avec le responsable du séminaire Benedikt Rieg, à l'instigation duquel le troisième volume des conférences (Catholicisme et christianisme) est mis à l’Index librorum prohibitorum le 5 juin 1911, bien que l'évêque de Rottenburg Paul Wilhelm von Keppler (de) ait déjà donné l'imprimatur l'année précédente. En 1912, Keppler demande au ministère des Cultes du Wurtemberg de destituer Koch de ses fonctions. En 1916, alors que les preuves sont recueillies, Koch propose de renoncer à son poste d'enseignant de dogmatique et, si nécessaire, également d'apologétique, dans l'espoir de pouvoir sauver son poste de professeur. La tâche d'enseignement est transférée à Ludwig Baur (de). Son successeur comme professeur de dogmatique est Karl Adam en 1918, tandis que l'apologétique est séparée de la chaire.
De 1916 à 1918, Koch est aumônier de garnison à Lille. De 1919, il est prêtre de la ville de Binsdorf jusqu'à ce qu'il s'installe à Waiblingen en 1929. À partir de 1933, il est prêtre de la ville de Tettnang et est élu doyen en 1938. En raison du rejet de la vision du monde nazie, il est emprisonné par la Gestapo pendant trois semaines en 1941 puis expulsé du quartier de Friedrichshafen, où il doit abandonner son pastorat. En 1942, il est prêtre à Stetten, près de Tuttlingen jusqu'à sa retraite en 1946.